# Saison 2022 de l'Inter Miami CF
Maillots
Chronologie
Saison précédente Saison suivante
La saison 2022 de l'Inter Miami est la troisième saison en Major League Soccer (D1 nord-américaine) de l'histoire du club.

## Transferts
| Nom                    | Nationalité | Poste          | Transfert                                                     | Provenance/Destination               | Division                  | Ref.   |
| ---------------------- | ----------- | -------------- | ------------------------------------------------------------- | ------------------------------------ | ------------------------- | ------ |
| Arrivées               |             |                |                                                               |                                      |                           |        |
| Hiver 2021–2022        |             |                |                                                               |                                      |                           |        |
| Jean Mota              | Brésil      | Milieu         | 500 000 $                                                     | Santos FC                            | Brasileirão               | [ 1 ]  |
| Ariel Lassiter         | Costa Rica  | Attaquant      | Échange de 100 000 $ d'allocation générale                    | Dynamo de Houston                    | Major League Soccer       | [ 2 ]  |
| Mo Adams               | Angleterre  | Milieu         | Échange avec Dylan Castanheira                                | Atlanta United                       | Major League Soccer       | [ 3 ]  |
| Bryce Duke             | États-Unis  | Milieu         | Homegrown Player + Échange de 100 000 $ d'allocation générale | Los Angeles FC                       | Major League Soccer       | [ 4 ]  |
| Clément Diop           | Sénégal     | Gardien de but | Libre                                                         | CF Montréal                          | Major League Soccer       | [ 5 ]  |
| Ryan Sailor            | Costa Rica  | Défenseur      | 1re tour de la MLS SuperDraft                                 | Université de Washington             |                           | [ 6 ]  |
| Aimé Mabika            | Zambie      | Défenseur      | Libre                                                         | Fort Lauderdale FC                   | MLS Next Pro              | [ 7 ]  |
| Christopher McVey      | Suède       | Défenseur      | 500 000 $                                                     | IF Elfsborg                          | Allsvenskan               | [ 8 ]  |
| Damion Lowe            | Jamaïque    | Défenseur      | Libre                                                         | Al Ittihad                           | Egyptian Premier League   | [ 9 ]  |
| Emerson Rodríguez      | Colombie    | Milieu         | 2 700 000 $                                                   | Millonarios FC                       | Categoría Primera A       | [ 10 ] |
| Leonardo Campana       | Équateur    | Attaquant      | Prêt (avec option d'achat)                                    | Wolverhampton Wanderers              | Premier League            | [ 11 ] |
| DeAndre Yedlin         | États-Unis  | Milieu         | Libre                                                         | Galatasaray SK                       | Süper Lig                 | [ 12 ] |
| CJ dos Santos          | États-Unis  | Gardien de but | Montant inconnu                                               | SL Benfica                           | Primeira Liga             | [ 13 ] |
| Robert Taylor          | Finlande    | Milieu         | Montant inconnu                                               | SK Brann                             | Eliteserien               | [ 14 ] |
| Noah Allen             | États-Unis  | Défenseur      | Homegrown Player                                              | Inter Miami CF II                    | MLS Next Pro              | [ 15 ] |
| Été 2022               |             |                |                                                               |                                      |                           |        |
| Indiana Vassilev       | Angleterre  | Attaquant      | Prêt                                                          | Aston Villa                          | Premier League            | [ 16 ] |
| Corentin Jean          | France      | Attaquant      | Montant inconnu                                               | RC Lens                              | Ligue 1                   | [ 17 ] |
| Alejandro Pozuelo      | Espagne     | Milieu         | Échange de 150 000 $ d'allocation générale                    | Toronto FC                           | Major League Soccer       | [ 18 ] |
| Harvey Neville         | Angleterre  | Défenseur      | Homegrown Player                                              | Inter Miami CF II                    | MLS Next Pro              | [ 19 ] |
| Départs                |             |                |                                                               |                                      |                           |        |
| Hiver 2021–2022        |             |                |                                                               |                                      |                           |        |
| Ventura Alvarado       | Mexique     | Défenseur      | Libre                                                         | FC Juárez                            | Liga MX                   | [ 20 ] |
| Jay Chapman            | Canada      | Milieu         | Libre                                                         | Dundee FC                            | Scottish Championship     |        |
| Sami Guediri           | États-Unis  | Défenseur      | Libre                                                         | Loudoun United                       | USL Championship          |        |
| Federico Higuaín       | Argentine   | Milieu         | Libre                                                         | Crew de Columbus                     | Major League Soccer       |        |
| Kelvin Leerdam         | Suriname    | Défenseur      | Libre                                                         | Galaxy de Los Angeles                | Major League Soccer       |        |
| John McCarthy          | États-Unis  | Gardien de but | Libre                                                         | Los Angeles FC                       | Major League Soccer       |        |
| Josh Penn              | États-Unis  | Attaquant      | Libre (option déclinée)                                       | Fire de Chicago II                   | MLS Next Pro              |        |
| Patrick Seagrist       | États-Unis  | Défenseur      | Libre                                                         | Memphis 901 FC                       | USL Championship          |        |
| Lewis Morgan           | Écosse      | Milieu         | Échange de 1 200 000 $ d'allocation générale                  | Red Bulls de New York                | Major League Soccer       | [ 21 ] |
| Dylan Castanheira      | États-Unis  | Gardien de but | Échange avec Mo Adams                                         | Atlanta United                       | Major League Soccer       | [ 3 ]  |
| Julián Carranza        | Argentine   | Attaquant      | Prêt                                                          | Union de Philadelphie                | Major League Soccer       | [ 22 ] |
| Indiana Vassilev       | Angleterre  | Attaquant      | Fin de prêt                                                   | Aston Villa                          | Premier League            | [ 16 ] |
| Rodolfo Pizarro        | Mexique     | Milieu         | Prêt                                                          | CF Monterrey                         | Liga MX                   | [ 23 ] |
| Leandro González Pírez | Argentine   | Défenseur      | Prêt                                                          | River Plate                          | Primera División          | [ 24 ] |
| Christian Makoun       | Venezuela   | Défenseur      | Échange d'allocation générale + pourcentage à la revente      | Charlotte FC                         | Major League Soccer       | [ 25 ] |
| Nicolás Figal          | Argentine   | Défenseur      | Échange de 2 600 000 $ d'allocation générale                  | Boca Juniors                         | Primera División          | [ 26 ] |
| Ryan Shawcross         | Angleterre  | Défenseur      | Libre (option déclinée)                                       | Retraite                             | -                         | [ 27 ] |
| Été 2022               |             |                |                                                               |                                      |                           |        |
| Mo Adams               | Angleterre  | Milieu         | Accord mutuel (résiliation du contrat)                        | Al-Shabab Riyad                      | Saudi Professional League | [ 28 ] |
| Julián Carranza        | Argentine   | Attaquant      | Échange de 500 000 $ d'allocation générale                    | Union de Philadelphie                | Major League Soccer       | [ 29 ] |
| Clément Diop           | Sénégal     | Gardien de but | Échange de 125 000 $ d'allocation générale                    | Revolution de la Nouvelle-Angleterre | Major League Soccer       | [ 30 ] |
| Jairo Quinteros        | Bolivie     | Défenseur      | Accord mutuel (résiliation de contrat)                        | Real Saragosse                       | LaLiga 2                  | [ 31 ] |
| Matías Pellegrini      | Argentine   | Milieu         | Rénonciations                                                 | New York City FC                     | Major League Soccer       | [ 32 ] |

### MLS SuperDraft
| Rounds | N° | Nom           | Nationalité | Poste     | Provenance/Destination        |
| ------ | -- | ------------- | ----------- | --------- | ----------------------------- |
| 1      | 9  | Ryan Sailor   | États-Unis  | Défenseur | Université de Washington      |
| 2      | 36 | Lucas Meek    | États-Unis  | Milieu    | Université de Washington      |
| 2      | 48 | Justin Ingram | États-Unis  | Milieu    | Université Loyola de Maryland |
| 2      | 54 | Tyler Bagley  | États-Unis  | Milieu    | Université Cornell            |

## Personnel
| Position                        | Staff           |
| Propriétaires                   | Propriétaires   |
| ------------------------------- | --------------- |
| Propriétaire principal          | Jorge Mas       |
| Copropriétaires                 | David Beckham   |
| Copropriétaires                 | Jose Mas        |
| Directions techniques           |                 |
| Chef des affaires               | Xavier Asensi   |
| Directeur sportif               | Chris Henderson |
| Vice-président                  | Pablo Alvarez   |
| Encadrement technique           |                 |
| Entraineur                      | Phil Neville    |
| Entraineur adjoint              | Jason Kreis     |
| Entraineur adjoint              | Martin Paterson |
| Entraineur des gardiens         | Mark Mason      |
| Entraineur adjoint des gardiens | Sebastián Saja  |
| Analyste de performance         | Alec Scott      |
| Analyste de performance         | Tom Childs      |

## Joueurs et encadrement technique

### Joueurs prêtés
| N° | Nat. | Nom                    | Club en prêt         | Compétition      | Championnat | Championnat | Championnat    | Compétition continentale | Compétition continentale | Compétition continentale | Coupes nationales | Coupes nationales | Coupes nationales | Total | Total       | Total          |
| N° | Nat. | Nom                    | Club en prêt         | Compétition      | MJ          | But inscrit | Passe décisive | MJ                       | But inscrit              | Passe décisive           | MJ                | But inscrit       | Passe décisive    | MJ    | But inscrit | Passe décisive |
| -- | ---- | ---------------------- | -------------------- | ---------------- | ----------- | ----------- | -------------- | ------------------------ | ------------------------ | ------------------------ | ----------------- | ----------------- | ----------------- | ----- | ----------- | -------------- |
| 14 |      | Leandro González Pírez | River Plate          | Primera División | 11          | 1           | 0              | 2                        | 0                        | 0                        | 0                 | 0                 | 0                 | 11    | 1           | 0              |
| 30 |      | Rodolfo Pizarro        | CF Monterrey         | Liga MX          | 19          | 0           | 0              | 2                        | 0                        | 0                        | 0                 | 0                 | 0                 | 21    | 0           | 0              |
| -  |      | Edison Azcona          | Locomotive d'El Paso | USL Championship | 6           | 0           | 0              | 0                        | 0                        | 0                        | 0                 | 0                 | 0                 | 6     | 0           | 0              |

## Compétitions
| Major League Soccer | US Open Cup                                     | MLS Playoffs 2022                                     |
| ------------------- | ----------------------------------------------- | ----------------------------------------------------- |
| 6e place 48 points  | Éliminée (en 16e de Finale) contre Orlando City | Éliminée (en premier tour) contre le New York City FC |
| 14V 6N 14D          | 2V 0N 1D                                        | 0V 0N 1D                                              |
| TOTAL : 16V 6N 16D  |                                                 |                                                       |

### Major League Soccer

#### Classement
| Rang | Équipe                               | Pts | J  | G  | N  | P  | Bp | Bc | Diff |
| ---- | ------------------------------------ | --- | -- | -- | -- | -- | -- | -- | ---- |
| 1    | Union de Philadelphie                | 67  | 34 | 19 | 10 | 5  | 72 | 26 | +46  |
| 2    | CF Montréal                          | 65  | 34 | 20 | 5  | 9  | 63 | 50 | +13  |
| 3    | New York City FC T                   | 55  | 34 | 16 | 7  | 11 | 57 | 41 | +16  |
| 4    | Red Bulls de New York                | 53  | 34 | 15 | 8  | 11 | 50 | 41 | +9   |
| 5    | FC Cincinnati                        | 49  | 34 | 12 | 13 | 9  | 64 | 56 | +8   |
| 6    | Inter Miami                          | 48  | 34 | 14 | 6  | 14 | 47 | 56 | -9   |
| 7    | Orlando City SC C                    | 48  | 34 | 14 | 6  | 14 | 44 | 53 | -9   |
| 8    | Crew de Columbus                     | 46  | 34 | 10 | 16 | 8  | 46 | 41 | +5   |
| 9    | Charlotte FC                         | 42  | 34 | 13 | 3  | 18 | 44 | 52 | -8   |
| 10   | Revolution de la Nouvelle-Angleterre | 42  | 34 | 10 | 12 | 12 | 47 | 50 | -3   |
| 11   | Atlanta United                       | 40  | 34 | 10 | 10 | 14 | 48 | 54 | -6   |
| 12   | Fire de Chicago                      | 39  | 34 | 10 | 9  | 15 | 39 | 48 | -9   |
| 13   | Toronto FC                           | 34  | 34 | 9  | 7  | 18 | 49 | 66 | -17  |
| 14   | D.C. United                          | 27  | 34 | 7  | 6  | 21 | 36 | 71 | -35  |

- Supporters' Shield et qualifications automatiques pour les séries éliminatoires et la Ligue des champions de la CONCACAF 2023
- Franchise directement qualifiée pour les demi-finales de conférence des séries éliminatoires et la Ligue des champions de la CONCACAF 2023
- Franchise qualifiée pour le premier tour des séries éliminatoires

T : Tenant du titre

C : Vainqueur de la Coupe des États-Unis 2022

#### Championnat
| Date                       | Journée     | Adversaire                           | Lieu                    | Score | Buteurs de l'Inter Miami                            | Public |
| -------------------------- | ----------- | ------------------------------------ | ----------------------- | ----- | --------------------------------------------------- | ------ |
| Samedi 26 février 2022     | 1re journée | Fire de Chicago                      | Drive Pink Stadium      | 0 - 0 |                                                     | 15 973 |
| Dimanche 6 mars 2022       | 2e journée  | Austin FC                            | Q2 Stadium              | 5 - 1 | Campana 53e                                         | 20 738 |
| Samedi 12 mars 2022        | 3e journée  | Los Angeles FC                       | Drive Pink Stadium      | 0 - 2 |                                                     | 11 465 |
| Samedi 19 mars 2022        | 4e journée  | FC Cincinnati                        | TQL Stadium             | 3 - 1 | Higuaín 30e (pen.)                                  | 19 365 |
| Samedi 2 avril 2022        | 5e journée  | Dynamo de Houston                    | Drive Pink Stadium      | 1 - 3 | Higuaín 66e (pen.)                                  | 13 083 |
| Samedi 9 avril 2022        | 6e journée  | Revolution de la Nouvelle-Angleterre | Drive Pink Stadium      | 3 - 2 | Campana 17e 23e 88e                                 | 11 472 |
| Samedi 16 avril 2022       | 7e journée  | Sounders de Seattle                  | Lumen Field             | 0 - 1 | Robinson 41e                                        | 32 126 |
| Dimanche 24 avril 2022     | 8e journée  | Atlanta United                       | Drive Pink Stadium      | 2 - 1 | Campana 28e · Duke 64e                              | 13 433 |
| Samedi 30 avril 2022       | 9e journée  | Revolution de la Nouvelle-Angleterre | Gillette Stadium        | 2 - 0 |                                                     | 25 509 |
| Samedi 7 mai 2022          | 10e journée | Charlotte FC                         | Bank of America Stadium | 1 - 0 |                                                     | 32 018 |
| Samedi 14 mai 2022         | 11e journée | D.C. United                          | Drive Pink Stadium      | 2 - 2 | Campana 31e · Lowe 45e                              | 13 317 |
| Mercredi 18 mai 2022       | 12e journée | Union de Philadelphie                | Subaru Park             | 0 - 0 |                                                     | 15 747 |
| Dimanche 22 mai 2022       | 13e journée | Red Bulls de New York                | Drive Pink Stadium      | 2 - 0 | Lassiter 29e · Taylor 88e                           | 11 007 |
| Mercredi 28 mai 2022       | 14e journée | Timbers de Portland                  | Drive Pink Stadium      | 2 - 1 | Campana 27e · Taylor 59e                            | 11 161 |
| Dimanche 19 juin 2022      | 15e journée | Atlanta United                       | Mercedes-Benz Stadium   | 2 - 0 |                                                     | 42 539 |
| Samedi 25 juin 2022        | 16e journée | Minnesota United                     | Drive Pink Stadium      | 2 - 1 | Vassilev 87e 90e                                    | 12 147 |
| Lundi 4 juillet 2022       | 17e journée | FC Dallas                            | Toyota Stadium          | 1 - 1 | Campana 89e                                         | 19 096 |
| Samedi 9 juillet 2022      | 18e journée | Orlando City                         | Exploria Stadium        | 1 - 0 |                                                     | 20 052 |
| Mercredi 13 juillet 2022   | 19e journée | Union de Philadelphie                | Drive Pink Stadium      | 1 - 2 | Higuaín 82e                                         | 10 027 |
| Samedi 16 juillet 2022     | 20e journée | Charlotte FC                         | Drive Pink Stadium      | 3 - 2 | Taylor 59e · Higuaín 72e · Rodríguez 90+3e          | 12 274 |
| Samedi 23 juillet 2022     | 21e journée | New York City FC                     | Yankee Stadium          | 2 - 0 |                                                     | 23 277 |
| Samedi 30 juillet 2022     | 22e journée | FC Cincinnati                        | Drive Pink Stadium      | 4 - 4 | Higuaín 23e 37e 45+5e (pen.) · McVey 90+7e          |        |
| Mercredi 3 août 2022       | 23e journée | Earthquakes de San José              | PayPal Park             | 0 - 1 | Mota 12e                                            | 11 806 |
| Samedi 6 août 2022         | 24e journée | CF Montréal                          | Stade Saputo            | 2 - 2 | Higuaín 6e · Rodríguez 79e                          | 18 007 |
| Samedi 13 août 2022        | 25e journée | New York City FC                     | Drive Pink Stadium      | 3 - 2 | Pozuelo 39e 84e · Lassiter 63e                      | 11 419 |
| Samedi 20 août 2022        | 26e journée | Toronto FC                           | Drive Pink Stadium      | 2 - 1 | Mota 24e · Lassiter 44e                             | 14 388 |
| Samedi 27 août 2022        | 27e journée | Red Bulls de New York                | Red Bull Arena          | 3 - 1 | Higuaín 19e                                         | 21 374 |
| Mercredi 31 août 2022      | 28e journée | Crew de Columbus                     | Lower.com Field         | 1 - 0 |                                                     | 21 374 |
| Samedi 10 septembre 2022   | 29e journée | Fire de Chicago                      | Soldier Field           | 3 - 1 | Higuaín 77e (pen.)                                  | 15 104 |
| Mardi 13 septembre 2022    | 30e journée | Crew de Columbus                     | Drive Pink Stadium      | 2 - 1 | Higuaín 25e 82e                                     | 9 778  |
| Dimanche 18 septembre 2022 | 31e journée | D.C. United                          | Audi Field              | 2 - 3 | Campana 39e 53e · Higuaín 90+4e                     | 14 284 |
| Vendredi 30 septembre 2022 | 32e journée | Toronto FC                           | BMO Field               | 0 - 1 | Higuaín 86e                                         | 27 703 |
| Mercredi 5 octobre 2022    | 33e journée | Orlando City                         | Drive Pink Stadium      | 4 - 1 | Campana 1re · Higuaín 38e 52e (pen.) · Lassiter 56e | 15 228 |
| Dimanche 9 octobre 2022    | 34e journée | CF Montréal                          | Drive Pink Stadium      | 1 - 3 | Waterman 85e (csc)                                  | 15 635 |

## Statistiques

### Statistiques individuelles

#### Buteurs
| R.    | N.    | Position  | Joueurs           | Saison régulière de MLS | Coupe MLS 2022 | US Open Cup | Total |
| ----- | ----- | --------- | ----------------- | ----------------------- | -------------- | ----------- | ----- |
| 1     | 10    | Attaquant | Gonzalo Higuaín   | 16                      | 0              | 0           | 16    |
| 2     | 9     | Attaquant | Leonardo Campana  | 11                      | 0              | 1           | 12    |
| 3     | 11    | Attaquant | Ariel Lassiter    | 4                       | 0              | 2           | 6     |
| 4     | 7     | Milieu    | Jean Mota         | 2                       | 0              | 1           | 3     |
| 4     | 16    | Milieu    | Robert Taylor     | 3                       | 0              | 0           | 3     |
| 6     | 8     | Milieu    | Alejandro Pozuelo | 2                       | 0              | 0           | 2     |
| 6     | 17    | Attaquant | Indiana Vassilev  | 2                       | 0              | 0           | 2     |
| 6     | 19    | Attaquant | Robbie Robinson   | 1                       | 0              | 1           | 2     |
| 6     | 25    | Attaquant | Emerson Rodríguez | 2                       | 0              | 0           | 2     |
| 10    | 4     | Défenseur | Christopher McVey | 1                       | 0              | 0           | 1     |
| 10    | 22    | Milieu    | Bryce Duke        | 1                       | 0              | 0           | 1     |
| 10    | 31    | Défenseur | Damion Lowe       | 1                       | 0              | 0           | 1     |
| TOTAL | TOTAL | TOTAL     | TOTAL             | 46                      | 0              | 5           | 51    |

#### Passeurs
| R.    | N.    | Position  | Joueurs           | Saison régulière de MLS | Coupe MLS 2022 | US Open Cup | Total |
| ----- | ----- | --------- | ----------------- | ----------------------- | -------------- | ----------- | ----- |
| 1     | 22    | Milieu    | Bryce Duke        | 7                       | 0              | 0           | 7     |
| 2     | 8     | Milieu    | Alejandro Pozuelo | 6                       | 0              | 0           | 6     |
| 3     | 11    | Attaquant | Ariel Lassiter    | 5                       | 0              | 0           | 5     |
| 3     | 16    | Milieu    | Robert Taylor     | 3                       | 0              | 2           | 5     |
| 5     | 2     | Défenseur | DeAndre Yedlin    | 4                       | 0              | 0           | 4     |
| 5     | 17    | Attaquant | Indiana Vassilev  | 2                       | 0              | 2           | 4     |
| 7     | 7     | Milieu    | Jean Mota         | 3                       | 0              | 0           | 3     |
| 7     | 10    | Attaquant | Gonzalo Higuaín   | 3                       | 0              | 0           | 3     |
| 7     | 26    | Milieu    | Gregore           | 3                       | 0              | 0           | 3     |
| 8     | 10    | Attaquant | Leonardo Campana  | 2                       | 0              | 0           | 2     |
| 11    | 4     | Défenseur | Christopher McVey | 1                       | 0              | 0           | 1     |
| 11    | 12    | Défenseur | Aimé Mabika       | 1                       | 0              | 0           | 1     |
| 11    | 13    | Milieu    | Victor Ulloa      | 1                       | 0              | 0           | 1     |
| 11    | 14    | Attaquant | Corentin Jean     | 1                       | 0              | 0           | 1     |
| 11    | 19    | Attaquant | Robbie Robinson   | 1                       | 0              | 0           | 1     |
| 11    | 31    | Défenseur | Damion Lowe       | 1                       | 0              | 0           | 1     |
| 11    | 33    | Défenseur | Joevin Jones      | 0                       | 0              | 1           | 1     |
| TOTAL | TOTAL | TOTAL     | TOTAL             | 44                      | 0              | 5           | 49    |